# Incaspiza
Incaspiza – rodzaj ptaków z rodziny tanagrowatych (Thraupidae).

## Występowanie
Rodzaj obejmuje gatunki występujące endemicznie w Peru.

## Morfologia
Długość ciała 13–18 cm, masa ciała 17–38 g.

## Systematyka

### Etymologia
Inkowie, rdzenni mieszkańcy Peru w czasie hiszpańskiej konkwisty; greckie σπιζα spiza – „zięba” < σπιζω spizō – „ćwierkać”.

### Gatunek typowy
Haemophila pulchra P.L. Sclater

### Podział systematyczny
Do rodzaju należą następujące gatunki:
- Incaspiza pulchra (Sclater,PL, 1886) – ineczka wspaniała
- Incaspiza personata (Salvin, 1895) – ineczka maskowa
- Incaspiza ortizi Zimmer,JT, 1952 – ineczka szaroskrzydła
- Incaspiza laeta (Salvin, 1895) – ineczka wąsata
- Incaspiza watkinsi Chapman, 1925 – ineczka mała